# Перкутана коронарна интервенција
Перкутана коронарна интервенција, перкутана транслуминална коронарна ангиопластика (акроним PTCA од енгл. percutaneous transluminal coronary angioplasty) минимално је инвазивна интервенција у кардиологији или радиологији за отварање (реканалисање) блокираних или сужених коронарних (срчаних) артерија, након које се омогућава успостављање несметане циркулације крви у срчаном мишићу.

## Историја
Перкутана транслуминална ангиопластика почела је први пут да се примењује у оквиру истраживања на Медицинском факултету Универзитета Орегон, Портланд, у институту за васкуларну радиологију, где су Чарлс Т. Дотер и Мелвин П. Јудкинс, сарађивали током педесетих година 20. века у многим областима истраживања васкуларних болест, покушавајући да добију коронарни ангиограм високих дијагностичких квалитета.
Прича о настанку (PTCA) заправо је почела шездесетих година 20. века, након испитивања срца једног пацијента сасвим случајно (како су настала и многа велика открића у медицини). Дотер је увео катетер у бутну артерију. Под контролом флуороскопа безуспешно је тражио катетер у абдоминалној аорти. Након пажљивог праћења установио је да је катетер нехотице ушао у крвни суд ноге. Дотер је брзо исправио грешку и наставио са планираним ангиографским поступком. Много касније након интервенције пацијент се захвалио Дотеру на одличном „лечењу“, наводећи да му је бол у нози престао. Очигледно, катетер је нехотично проширио крвни суд, и уклонио васкуларну опструкцију и симптоме исхемије.
После овог догађаја Дотер је наставио истраживања на другим случајевима када је катетером пролазио, током ретроградне илиофеморалне катетеризације кроз атероматозне крвне судове старијих пацијената. Том приликом је утврдио да пролаз катетера није обично повезан са озбиљним или трајно лошим последице. Године 1965, Дотер је изнео ова запажања у једном од његових рукописа наводећи: ..."У позадини развоја: компликација код једног човека је код другог човека терапија“...и закључио..."и у атеросклеротичној болести, интраартеријални лумена се може вештачки моделирати безопасно - намерно, као и случајно“... .
Након што је 1974. Андреас Гринциг извео прву ангиопластику на перифеним крвним судовима, у локалној анестазији код човека, он је након интервенције на анималном моделу, приказао и прву успешну дилатацију стенозираног срчаног крвног суда. Заједно са Милером и Ханаом, 1977. у Сан Франциску а потом у Цириху, током елективног аортокоронарног премошћавања, Андреас Гринциг је урадио прву коронарну ангиопластику, а затим 16. септембра 1977, по први пут у историји медицине и самосталну перкутану коронарну интервенцију.
Важна открића у интервентној кардиологији настају 1986. када у Тулузу - Француска, (фр. Jacques Puel), а затим 1987. и Улрих Сигвар (Ulrich Sigwar) са сарадници имплантирају први интракоронарни стент, којим је омогућена још шира употреба перкутаних коронарних интервенција широм света. Главни разлог за њихову увођење у интервентну радиологију било је смањење број рестеноза које су се јављале након ангиопластике и боља подршка дилатираном крвном суду или цевастом каналу.

## Значај и индикације
У лечењу стенозантно-оклузивних сегментних лезија у болести коронарних артерија примењују се перкутана транслуминална ангиопластика са уградњом стента или без њега. Једна од главних дилема претходних година била је: да ли применити балон ангиопластику или перкутану транслуминалну коронарну ангиопластику са уградњом стента? Главна ограничења балон ангиопластике је акутно затварање или рестеноза крвног суда након његове дилатације (проширења) балоном.
Разне студије са интраваскуларним стентовима су показале да су они веома ефикасни за лечење или спречавање акутних или претећих затварања (зачепљења) крвних судова чиме се избегава потреба за извођење хитних бајпас операција. Године 1994, две спроведене студије, показале су да је примена коронарног стента смањила број лезија крвних судова и појаву накнадних ангиографских рестеноза за око 30% у односу на конвенционалну балон ангиопластику. Стент обезбеђује већи унутрашњи промер (пречник-лумен) крвног суда, од оног који ствара конвенционална балон ангиопластика, и то одмах након интервенције („тренутни добитак“) и праћен је мањом учесталошћу рестеноза.

### Главне индикације за (PTCA)
Главне индикације са уградњом стента су:
- Обољења срца, плућа или бубрега која чине ризичнијима хируршке захвате у општој анестезији ендотрахеалној анестезији индикација су за примену (PTCA) са стентом каротидних артерија.
- Хируршки тешко приступачне или неприступачне лезије (изнад нивоа другог вратног пршљена или испод нивоа кључне кости),
- Лезије које су последица ирадијационог артеритиса,
- Лезије каротидних артерија, које су у пределу великог хируршког ожиљка
- Касне поновне стенозе каротидних ендартеректомисаних артерија (рестенозе).

## Значај коронарне ангиографије у (PTCA)
Саставни део сваке примарне (PTCA), пре или у току њеног извођења, је и радиолошка интервенција позната под називом коронарна ангиографија која треба да помогне кардилогу у избору најадекватнијег начина реперфузије зачепљеног крвног суда.... „зато се ангиографија примењује не само за евалуацију ефикасности примарне (PTCA), већ и за евалуацију користи од неодложне коронарне ангиографије као тријажног средства, на шта указују они који предлажу примарну (PTCA)“.
Неке од основних и могућих предности иницијалне тријажне ангиографије са циљем да се усмери реваскуларизациона стратегија према препорукама Америчког удружења за срце и Америчког колеџа за кардиологију (прихваћених у Србији) су;
- Прво, мада је (PTCA) коришћена за реваскуларизацију након иницијалне коронарне ангиографије код (≈ 90%) испитаника, идентификована је мала подгрупа (≈ 5%) болесника са болешћу три крвна суда или главног стабла, или је утврђено да постоје анатомске карактеристиике које (PTCA) процедуру чиине неповољном и за које хируршка реваскуларизација може бити адекватније решење.
- Друго, неодложна ангиографија открива додатних 5% болесника код којих је артерија одговорна за инфаркт миокарда спонтано отворена са мање од 70% резидуалне стенозе и нормалним дисталним протоком крви. Код ових болесника може се применити конзервативна терапија и тиме избећи ризици тромболитичке терапије.[14]
- Треће, повремено се идентификују болесници код којих би тромболитичка терапија била неадекватна или сувишна, као што су болесници код којих је узрок инфаркта миокарда дисекција аорте и болесници са сумњом на инфаркт миокарда и блоком гране, у којих неодложна ангиографија показује одсуство коронарне оклузије.
- Четврто, непосредна ангиографија током иницијалне евалуације акутне коронарне артеријске болести може бити значајна за идентификацију не само високо ризичних, него и нискоризианих болесника.

## Поступак
Интервенција почиње када лекар убризга неки од локалних анестика у предео препона пре стављања игле у бутну артерију, крвни суд који се спушта наниже дуж ноге. Кроз отвор на артерији уводи се канила са жичаним наставком, након чијег увлачења у крвни суд се она уклања. У вођицу се онда ставља жичани водич различитих величина.
Поступак се наставља увођењем дуге уске цеви под називом дијагностички катетер изнад жице водича, у крвном суду. Катетера се затим води до аорте након чега се жица уклања. Када је катетер постављен у отвар (остиум) једне од коронарних артерија, кроз катетер се убризгава контрастно средство уз помоћ кога се врши флороскопија рендген зрацима и праве први снимци. (ангиографија).
Ако се овом методом поред ангиографије лечи и блокада (сужење) крвног суда, први катетер се мења за водећи катетер. Када је водећи катетер на месту блокаде, спроводи се жичани део преко (или кроз) блокаду, а затим и део са балон катетером се све до места суажења. Потом се неколико секунди врши надувавање балона катетера како би се сужено место и наслаге у њему сабиле према зиду артерије. Након овог поступка (дилатације) балон се испумпва.
Интервентни кардиолог или радиолог може да понови овај поступак неколико пута, сваки пут се нешто већим притиском упумпаним у балон све док се сужење на прошири и успостави нормалан проток крви.
Ова интервенција се може понављати и више пута на сваком блокираном или суженом месту у коронарним артеријама. Ова врста интервенције може се комбиновати и са постављањем стента у коронарну артерију да би се потпуно отворио овај суд.
Након извршене компресије, поново се врши убризгавање контрастног средства и флуроскопијом рендгеном проверава стање и врста промена у артеријама. Након тога, катетер се уклања и процедура је завршена.

## Врсте стентна
Традиционални голи метални стенти (БМС) пружа механички оквир који држи отворен лумен артерије и спречава стенозу или сужавања, коронарних артерија.
Новији типови стентова обложених леком (ДЕС) су у суштини традиционални стентови са премазом полимера који у себи садржи лекове који спречавају пролиферацију ћелија. Антипролиферативне лекове се полако ослобађају из стента  и неко време спречавају раст ткива (који може доћи као одговор на стент) и могу да блокирају артерију. Показало се да ове врсте стента помажу у спречавању рестенозе артерије кроз физиолошке механизме који се ослањају на сузбијање раста ткива на месту стента и модулацију упалних и имунолошких одговора тела.
Међутим, током 2006. години клиничка испитивања су показала могућу везу између леком обложеног стента и догађаја познатог као касна тромбоза, код које  се згрушавање крви унутар стента може догодити једну или више година након његове уградње. Касна тромбоза стента јавља се код 0,9% пацијената и фатална је у око једне трећине случајева када дође до тромбозе.  Појава нових типова стентовао са дуготрајнијим лековима против антиплатела и нови типови стентова (као што су еверолимус-елут стентови) драматично је смањила забринутост због касне тромбозе стента.
Новије генерације ПКИ технологија има за циљ да смање ризик од касне тромбозе стента или других дугорочних негативних догађаја. Неки производи који су се појавили на тржишту биоразградивог премаза су трајнији полимери који доприносе дугорочнијем успеху.
Након постављања стента пацијента мора да узме лекови против згрушавања крви (аспирин или неколико других лекова) неколико месеци како би се спречило стварање угрушака крви. Дужина времена на коме пацијента мора бити на антикогулантној терапији индивидуализована је ризицима од исхемијских догађаја и ризицима крварења.

## Аспирација угрушка крви
Како примарна перкутана ангиографија може да покаже угрушке крви у коронарним артеријама, обављене су различите студије да би се утврдило да ли је аспирација ових угрушака (тромба)  или ручна тромбектомија корисна. Тренутно нема доказа да рутинске аспирације угрушка крви угрожава исход ПКИ.

## Сложене лезије
Лезије са високим степеном таложења калцијума унутар зида крвног суда, посебно ако је калцијум по ободу, сматра се потешкоћом за примену балонангиопластике. Сложене лезије су један од кључних предиктора лошег исхода у перкутаној коронарној интервенцији (ПКИ),  отуда је потребна модификација калцијумске лезије пре имплантација стента. Циљ је створити пукотине у калцијуму унутар зида крвног суда како би се повећала вероватноћа успешног ширења стенозе и уградње коначног стента. Ово се традиционално постиже балон ангиопластиком или другим стратегијама, укључујући ротациону, орбиталну и ласерску аблацију атерома. У последње време  примењује се  коронарни интраваскуларна литотрипсија која користи акустичне ударне таласе за лечење површних и дубоких наслага калцијума у зиду крвног суда.

## Тромбоцитопенија након перкутане коронарне интервенције
Увођење перкутане коронарне интервенције (PTCA) као стандард у лечењу акутног коронарног синдрома, односно инфаркт миокарда, наметнуло је проблем клиничарима тромбоцитопенију узроковану након PTCA употребом најмање три лека, хепарина, инхибитори GP IIb/IIIa и јодног контрастног средства.
Постоје четири врсте тромбоцитопеније које се развијају у року од неколико минута или неколико сати након PTCA:
| Врста                                                                           | Знаци и симптоми |
| ------------------------------------------------------------------------------- | --- |
| HIT II или хепарином индукована тромбоцитопенија брзог почетка,                 | Развија се код оних пацијената код којих су већ постојала хепарином индукована антитела, обично формирана у првих 100 дана након претходне сензибилизације на хепарин. Ова врста тромбоцитопенија је много ређа од оне коју изазивају GP IIb/IIIa инхибитори. |
| GP IIb/IIIa инхибитором индукована псеудотромбоцитопенија,                      | Без знакова је крварења, са агрегатима тромбоцита на размазу крви, што не значи да не захтева никакав третман. |
| GP IIb/IIIa инхибитором инудкована тромбоцитопенија са наглим падом тромбоцита, | Пад тромбоцита износи најчешће око 5–20x109/L и са знацима мањег или виталног претећег хеморагијског синдрома. Овај облик тромбоцитопенија се лечи прекидом даље употребе антитромбомбоцитних и антикоагулантних лекова, као и трансфузијом тромбоцита ако постоје знаци крварења. Трансфузију тромбоцита такође треба узети у обзир када су тромбоцити испод 10x109/L. Могуће је тестирање на антитела зависна од лекова. |
| Јодним радиоконтрастом изазвана тромбоцитопенична пурпура                       | Иако је веома ретка, манифестује се наглим падом броја тромбоцита. Јавља се код пацијената који су претходно примали јодна радиоконтрастна средства. Иако ова тромбоцитопенија може бити тешка, излечива је трансфузијом тромбоцита са или без употребе високих доза интравенозних имуноглобулина. |